# Koi mojó
Koi mojó (恋模様) a Scandal japán pop rock együttes második független kiadós kislemeze. 2000 példányt nyomtak belőle, Japánban kizárólag a Tower Records üzleteiben volt elérhető. Az együttes 2008-as amerikai koncertsorozata alatt is kapható volt, majd később felkerült az iTunes Store zeneáruházba is, ahonnan később a Sony és az Apple közötti nézeteltérések miatt törölték. A lemez címadó dala a Cinemusica Corazon de Melon című filmjének főcímdalául is hallható. A lemez a 150. helyet érte el az Oricon heti eladási listáján, melyen két hetet töltött el, összesen 686 példány kelt el belőle.
A dalt a Caless ének- és tánciskola egyik alkalmazottja, Masterworks szerezte, dalszövegét Haruna írta. A dalhoz a Space Rangerhez hasonlóan két videóklipet is forgattak, az első, amelyet Ugichin rendezett anime stílusban készült, képi világa nagyban hasonlít a Scandal Anime című animesorozathoz. A második videóklip, amelyet nem sugároztak a televízióban, a Best Scandal című bemutatkozó stúdióalbumuk korlátozott példányszámú kiadására került fel. Ez elsősorban a dal Izu Studio nappalijában való előadásából áll. A dal a Yah! Yah! Yah! Hello Scandal című középlemezre és a Best Scandal című bemutatkozó albumukra került fel, míg a második videó a Best Scandal és a Video Action című kiadványokon szerepel. Az album borítóján a Szaszazaki által varrt figura teste látható, az együttes három független kiadós kislemeze, a Space Ranger, a Koi mojó és a Kageró borítóképei adják ki a teljes karaktert. A Scandal Anime című flash-videosorozat hatodik, Haruna no jume (春菜の夢, ’Haruna álma’) című epizódja a dal megalkotását mutatja be, amely szerint Ono egy nagy adag parfét eszik, hogy pénzt nyerjenek az iskolájuk kulturális fesztiváljának nevezési díjára. A többieknek eláll a szava, amikor Haruna már a második adagot eszi, miközben ők még az elsővel sem végeztek. Ogava megjegyzi, hogy Ono biztos szerelmes, aki elalvás előtt megírja a dal szövegét.

## Számlista
Az összes dalszöveg szerzője Haruna, az összes szám szerzője Masterworks.
| 1. | Koi Mojó (恋模様; Szerelem minta) | 3:44 |

| 1. | Space Ranger alternatív videóklip (stúdiófelvétel) (スペースレンジャー) | 3:29 |